# タミル語訳聖書
タミル語訳聖書（タミルごやくせいしょ）では、キリスト教聖書のタミル語への翻訳を扱う。タミル語はドラヴィダ語族に属する言語で、南インドのタミル人の言語で、タミル・ナードゥ州の公用語である。またスリランカとシンガポールでは国の公用語の一つにもなっている。

## 歴史

### デンマーク・ドイツ合同ミッションの出版
タミル語への翻訳は、1706年にドイツ人のバルトロモイス・ジーゲンバルクがインド、コロマンデル海岸のデンマーク東インド会社領内にあるトランケバール・ミッションへ到着した時に始まる。彼は5年以内に『新約聖書』の翻訳を終えて、1714年に出版した。『旧約聖書』の翻訳は彼が途中までで亡くなるが、ベンヤミン・シュルツェが引き継いで、1728年にはトランケバールで出版された。また別のドイツ人のフィリップ・ファブリツィウス（Philip Fabricius）もタミル語翻訳をしていて、1777年に出版した。

### イギリス・ミッションの出版
19世紀に英国外国聖書協会が設立されて、ウイリアム・ケアリーのインドの言語への翻訳が議題に上った。最初のタミル語翻訳は英国聖公会宣教協会で来ていたC.T.E.リーニアスに依頼されて、彼は1833年に『新約聖書』を出し、1850年にはファブリシウスの『旧約聖書』と共に「ジャフナ翻訳」（Jaffna translation）として出版された。これは受けがよくなかったので、イギリス海外福音伝道会で来ていたヘンリー・バウアーを中心とする委員会に委ねられて、この「バウアー委員会版」は1863年に新約を、1868年に旧約を出版した。しかし、この版も北セイロンから不満が寄せられて、両サイドが受け入れる「ユニオン版」（Union version）が1871年に出版されて、これがそれまでの翻訳を全て、インドでもセイロンでも、置き換えることになった。

## 現状

### インド聖書協会
インド聖書協会ではタミル語聖書を発行していて、これはインドのプロテスタントが使っている。

### フリー・バイブル・インディア
フリー・バイブル・インディアはChurch centric bible translationと協力してタミル語聖書をオンラインで配布している。

### 現代語版
現代語版への翻訳が進行中であったが、ほぼ終わっていて、間もなく発行される予定である。

## 翻訳の例
| 翻訳書             | タミル語 ヨハネ3:16                                                                                    |
| ------------------ | --- |
| The Bible in Tamil | தேவன், தம்முடைய ஒரேபேறான குமாரனை விசுவாசிக்கிறவன் எவனோ அவன் கெட்டுப்போகாமல் நித்தியஜீவனை அடையும்படிக்கு, அவரைத் தந்தருளி, இவ்வளவாய் உலகத்தில் அன்புகூர்ந்தார். |

## 参照項目
- インドのキリスト教
- タミル語
- 聖書翻訳
- 言語別聖書の一覧